# كريس هاربر
كريس هاربر (بالإنجليزية: Chris Harper)‏ هو لاعب كرة قدم أمريكية أمريكي، ولد في 10 سبتمبر 1989 في ويتشيتا في الولايات المتحدة.

## وصلات خارجية
- كريس هاربر على موقع مرجع كرة القدم المحترفة.كوم (الإنجليزية)